# Dettighofen
Dettighofen è un comune tedesco di 1 195 abitanti,, situato nel land del Baden-Württemberg.